# Saint-Sauveur-en-Diois
Saint-Sauveur-en-Diois ist eine französische Gemeinde mit 54 Einwohnern (Stand: 1. Januar 2022) im Département Drôme in der Region Auvergne-Rhône-Alpes. Sie gehört zum Arrondissement Die  und zum Kanton Le Diois. Sie grenzt im Nordwesten an Mirabel-et-Blacons, im Norden und im Nordosten an Saillans, im Südosten an Chastel-Arnaud, im Süden an Saou und im Westen an Aubenasson. Die Bewohner werden Salvatoriens und Salvatoriennes genannt.

## Bevölkerungsentwicklung
| Jahr                       | 1962 | 1968 | 1975 | 1982 | 1990 | 1999 | 2008 | 2016 |
| -------------------------- | ---- | ---- | ---- | ---- | ---- | ---- | ---- | ---- |
| Einwohner                  | 65   | 58   | 40   | 41   | 35   | 52   | 62   | 55   |
| Quellen: Cassini und INSEE |      |      |      |      |      |      |      |      |

## Wirtschaft
Saint-Sauveur-en-Diois hat Anteile an Weinbaugebieten für die Produktion des Clairette de Die und des Coteaux-de-die.

## Sehenswürdigkeiten

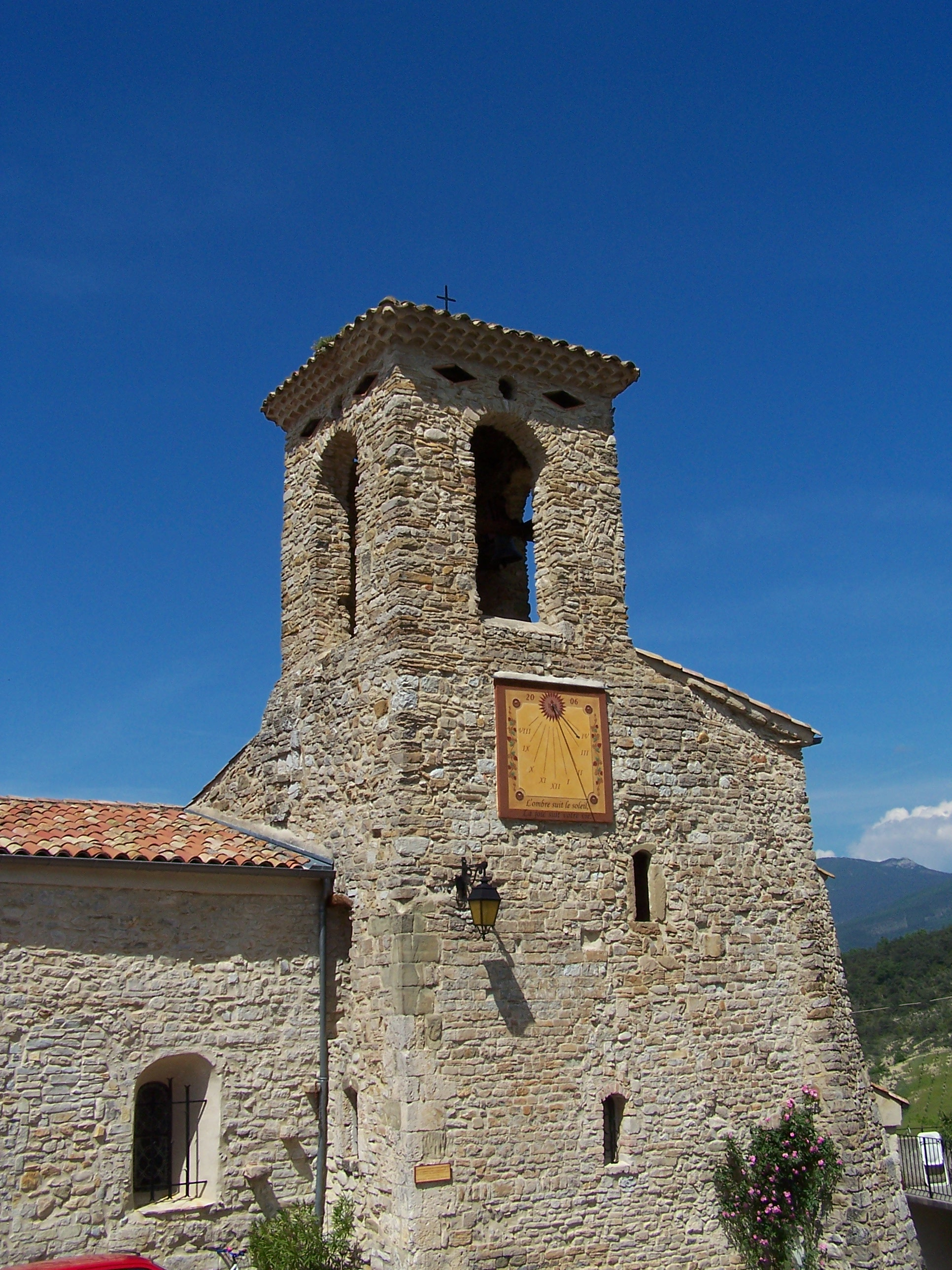
Kirche Saint-Sauveur

- Romanische Kirche Saint-Sauveur